# NGC 3120
NGC 3120 (również PGC 29278) – galaktyka spiralna z poprzeczką (SBbc), znajdująca się w gwiazdozbiorze Pompy. Odkrył ją John Herschel 22 stycznia 1838 roku.
W galaktyce tej zaobserwowano supernowe SN 1999ca i SN 2010F.